# Bolt (pel·lícula de 2008)
Bolt és una pel·lícula estatunidenca d'animació per ordinador de 2008, produïda per Walt Disney Animation Studios, i la primera pel·lícula dirigida per Chris Williams (que prèviament havia treballat a la pel·lícula Mulan i L'emperador i les seves bogeries) i Byron Howard (Lilo & Stitch i Germà ós). L'argument se centra en un gos blanc petit anomenat Bolt, que ha passat la seva vida sencera fent d'actor d'una sèrie de televisió i pensa que té superpoders; quan creu que el seu personatge humà, Penny, l'han segrestat, marxa de viatge del país empipat per "rescatar-la". S'ha doblat al català.

## Argument
Bolt, un gos estrella principal d'una sèrie de televisió anomenada Bolt, en la qual té superpoders, ha de frustrar constantment els plans malvats del Doctor infame Calico. Per aconseguir una actuació més realista, els productors d'efectes especials de la sèrie enganyen al Bolt durant tota la seva vida, i li fan creure que realment té superpoders. Després de filmar al complet la sèrie, Bolt creu que Penny ha estat segrestada per un dolent de la televisió i marxa a rescatar-la. Creu que pot travessar una finestra, però es dona un cop al cap i cau a una caixa. Ningú el veu i la tanquen. El paquet s'envia de Hollywood a Nova York. Allà es troba a Mittens, una gata de carrer que intimida als coloms i els pren el menjar. Al principi no es porten massa bé, però Bolt li ajuda a aconseguir menjar i Mittens li ajuda a tornar a Hollywood, i els dos comencen el seu viatge cap a l'oest en un camió. Mentrestant, a Hollywood, Penny s'entristeix profundament sobre la desaparició de Bolt però és forçada a continuar filmant amb un gos semblant al Bolt. Mentre l'aventura de Bolt continua, ell es comença a adonar que els seus superpoders no estan funcionant.
En el seu viatge troben a Rhino, un audaç hàmster, gran admirador de Bolt que s'uneix a l'equip. Mittens prova de convèncer a Bolt que els seus superpoders no funcionen. Arriben els agents de control d'animals perduts, capturen a Bolt i Mittens i els transporten a un refugi d'animals. Rhino els allibera, Bolt finalment s'adona que només és un gos normal, però recobra la seva confiança en si mateix i continuen el seu viatge. Al llarg del camí, Bolt aprèn a gaudir d'activitats típiques de gossos, però Mittens rebutja anar més lluny de Las Vegas. Diu a Bolt que la seva vida a Hollywood és falsa i no hi ha cap amor genuí per ell allà. Bolt es nega a creure que Penny no l'estima, i continua sol el viatge, desitjant a Mittens el millor. Però es reconcilien amb l'ajuda de Rhino.
Bolt arriba a l'estudi, inconscient que Penny encara l'enyora i l'estima de veritat. Mittens segueix Bolt i li ho explica. L'estudi de gravació comença a cremar-se i Penny hi queda atrapada, Bolt la rescata mentre es desmaia per culpa del fum.
Posteriorment, Penny i la seva mare descobreixen que el seu agent intenta explotar l'incident per a propòsits de publicitat. Penny adopta a Mittens i Rhino, i es traslladen a una casa rural per gaudir d'un estil de vida més simple, feliç amb Bolt i els seus animals de companyia nous. Bolt i Penny continuen fent pel·lícules junts.

## Repartiment
| Personatge       | Veu en anglès    | Veu en català    |
| ---------------- | ---------------- | ---------------- |
| Bolt             | John Travolta    | Àlex Messeguer   |
| Penny            | Miley Cyrus      | Bàrbara Mestanza |
| Mittens          | Susie Essman     | Victòria Pagès   |
| Rhino            | Mark Walton      | Eduard Doncos    |
| Dr. Calico       | Malcolm McDowell | Domènech Farell  |
| El director      | James Lipton     | Segi Zamora      |
| L'agent          | Greg Germann     | Quim Roca        |
| Blake            | Nick Swardson    | Eduard Itchart   |
| Gat veterà       | Diedrich Bader   | Carles Di Blasi  |
| Mindy            | Kari Wahlgren    | Maria Moscardó   |
| Mare de la Penny | Grey Delisle     | Montse Puga      |

## Producció

### Desenvolupament
Al principi, la pel·lícula s'anava a titular American Dog (Gos Americà) i era escrit i dirigit per Chris Sanders. Finalment, es va treure Sanders del projecte i fou reemplaçat per Chris Williams i Byron Howard. L'argument previ de la pel·lícula explicava la història d'un gos anomenat Henry, una estrella famosa de la TV, que es troba un dia ell mateix encallat al desert de Nevada amb un gat irritable i tort, i un conill radioactiu molt gros. Estan buscant casa i tota l'estona creu que no ha sortit de la televisió. El 2006, després de ser nomenat Director Creatiu a Disney, John Lasseter, junt amb uns altres directors de Pixar, Disney va veure un parell de primers talls de la pel·lícula i va fer suggeriments a Chris Sanders sobre com millorar la història. Segons Lasseter, Chris Sanders fou substituït perquè es resistia a fer els canvis que el Lasseter i els altres directors havien suggerit. Lasseter va dir "Chris Sanders té un gran talent, però no pot portar-ho al lloc on ha d'arribar." Després que Sanders plegués i el títol original es canvies, a l'equip d'animació se li va dir que havia d'acabar la pel·lícula en només 18 mesos, en comptes dels quatre anys habituals que s'exigeixen normalment a una pel·lícula animada per ordinador. El 8 de juny de 2007, Disney anunciava que la pel·lícula, ara sota el seu nom actual, seria estrenada el 21 de novembre de 2008 en Disney Digital 3D.

### Animació
L'aspecte de la pel·lícula estava inspirat per les pintures d'Edward Hopper i la cinematografia de Vilmos Zsigmond. Com en Tangled, la tecnologia nova en rendició no-photorealistic (Npr) s'utilitzava per donar-li una aparició visual especial. Per donar a la pel·lícula 3 D fons un aspecte pintat de mà, els artistes de companyia utilitzaven tecnologia patentada nova dissenyada específicament per la pel·lícula.
L'aspecte de Bolt es basa en una amalgama de races, encara que els dissenyadors van començar amb el pastor blanc americà. Joe Moshier, dissenyador de caràcter d'iniciativa, deia, "ells [Guia Blanc Americà] tenen orelles molt i molt llargues, un tret que vaig intentar de caricaturitzar per permetre als animadors d'emfasitzar l'expressivitat de Bolt."
El disseny de Rhino a la seva pilota de plàstic es basava en l'animal de companyia del productor executiu John Lasseter, una xinxilla, que fou presentada en una reunió d'animadors durant la producció de la pel·lícula.

## Banda sonora
La banda sonora a Bolt fou composta per John Powell. Al disc hi sortia la banda sonora de la pel·lícula i dues cançons originals - "I Thought I Lost You", cantada per John Travolta i Miley Cyrus, (nominada per a un Globus d'Or per a la Millor Cançó Original en 2009), i "Barking at the Moon" (Bordar a la Lluna), de la cantant de Rilo Kiley, Jenny Lewis. La banda sonora es va posar a la venda el 18 de novembre de 2008.
Encara que Motörhead té una cançó a la pel·lícula, no surten a la banda sonora. La cançó de Motörhead, "Dog-Face Boy" (del seu disc Sacrifice) surt en una escena a l'oficina de correus, on un treballador jove ho està escoltant als seus auriculars i, sense adonar-se'n, embolica a Bolt en una caixa que s'envia a Nova York.
1. "I Thought I Lost You" per John Travolta i Miley Cyrus - 3:36
2. "Barking at the Moon" per Jenny Lewis - 3:17
3. "Meet Bolt" - 1:49
4. "Bolt Transforms" - 1:00
5. "Scooter Chase" - 2:29
6. "New York" - 1:44
7. "Meet Mittens" - 1:25
8. "The RV Park" - 2:14
9. "A Fast Train" - 2:38
10. "Where Were You on St. Rhino's Day?" - 1:58
11. "Sing-Along Rhino" - 0:42
12. "Saving Mittens" - 1:02
13. "House on Wheels" - 3:07
14. "Las Vegas" - 2:01
15. "A Friend in Need" - 1:13
16. "Rescuing Penny" - 3:09
17. "A Real Life Superbark" - 0:46
18. "Unbelievable TV" - 1:20
19. "Home at Last/Barking at the Moon (Reprise)" - 1:29

## Rellançament
Bolt fou posat a la venda als Estats Units en Blu-ray el 22 de març de 2009 i el 24 en DVD. Fou la primera vegada que una estrena de film domèstic debutava abans en Blu-ray que en DVD. Bolt va sortir alhora en Blu-ray com en DVD al Regne Unit el 15 de juny de 2009.
El curtmetratge Super Rhino s'inclou en el DVD i versions de Blu-ray de la pel·lícula.
El DVD ha venut 4.581.755 còpies, generant $81,01 milions de dòlars en vendes fins al 31 de desembre de 2009.

## Recepció

### Reacció crítica
Rotten Tomatoes va informar que un 88% de crítics donaven ressenyes positives basades en 166 ressenyes. Un altre agregador de ressenyes, Metacritic, donava un índex d'aprovació de 68/100 basat en 28 opinions que majoritàriament s'enquadraven sota la categoria de "ressenyes generalment favorables" a la pel·lícula.
Perry Seibert de TV Guide donava 3 de 4 estrelles a la pel·lícula i escrivia que la pel·lícula diverteix alhora fills i progenitors. Kenneth Turan de Los Angeles Times comparava Bolt amb The Truman Show i manifestava en la seva ressenya que Bolt també té un argument intrigant i amable, poden ser de la versió d'animació familiar de Jim Carrey al film.

### Taquilla
El cap de setmana de la seva estrena fou la tercera pel·lícula més taquillera amb uns ingressos de 26.223.128 dòlars, per darrere Crepuscle i Quantum of Solace. En el seu segon cap de setmana, aconseguia la segona posició darrere de Com a casa, enlloc amb un 1,4% d'augment. A data d'1 de novembre de 2009 el film havia guanyat un total de 114.053.579 dòlars als Estats Units i Canadà amb uns 199.9 milions addicionals de les vendes internacionals per a un total mundial de 313.953.579 $.

### Premis i nominacions
Bolt va estar nominada als següents premis:
- 2008: Academy Award for Best Animated Feature - perdut davant de WALL·E
- 2008: Annie Award for Best Animated Feature - perdut davant de Kung Fu Panda
- 2008: Broadcast Film Critics Association Award for Best Animated Feature - perdut davant de WALL·E
- 2008: Chicago Film Critics Association Award for Best Animated Film - perdut davant de WALL·E
- 2008: Golden Globe Award for Best Animated Feature Film - perdut davant de WALL·E
- 2008: Online Film Critics Society Award for Best Animated Film - perdut davant de WALL·E
- 2008: Produce Guild of America's Best Animated Motion Picture - perdut davant de WALL·E
- 2008: Satellite Award for Best Animated or Mixed Media Feature - perdut davant de WALL·E
- 2009: Kids' Choice Awards for Favorite Animated Movie - perdut davant de Madagascar: Escape 2 Africa

## Videojoc
Un videojoc basat en la pel·lícula s'estrenava el 18 de novembre de 2008 per a Nintendo DS, Wii, PlayStation 2, PlayStation 3, Xbox 360 PC, i també per a telèfon mòbil. El joc se centra en la vida falsa televisiva de Bolt, no en l'argument de la pel·lícula. També va sortir una aplicació a l'iTunes Store d'Apple, anomenava RhinoBall.